# Eucyclops graeteri
Eucyclops graeteri – gatunek widłonoga z rodziny Cyclopidae, nazwa naukowa gatunku została po raz pierwszy opublikowana w 1927 roku przez szwajcarskiego zoologa Pierre-Alfreda Chappuis.